# 韩岔水库
韩岔水库是中国陕西省榆林市横山县境内的一座水库，位于黑木头川河上，建于1980年。水库正常库容为2100万立方米，集雨面积为87平方千米，海拔为146米。